# Nicolas Dangu
Nicolas Dangu, né en 1526 et mort en 1567 est un ecclésiastique français. Il fut, en effet, évêque de Séez de 1539 à 1545, puis évêque de Mende de 1545 à 1567. 
L'accession à l'évêché mendois lui avait également conféré le titre de comte de Gévaudan, ce titre étant dévolu aux évêques de Mende, depuis l'acte de paréage signé en 1307 par le roi et Guillaume VI Durand.

## Biographie
Nicolas Dangu était le fils naturel du chancelier Antoine Duprat et de Louise de Ferrières, veuve de François, sieur de Rouville?, seigneuresse de Dangu?, légitimé en septembre 1540, ou issu d'une famille noble de Blois.
Il a une sœur, Antoinette, légitimée pour sa part vingt-quatre années plus tard, en 1564 - aussi fille du Chancelier Anthoine Du Prat?.
Il fut d'abord clerc du diocèse de Chartres, puis nommé abbé de Juilly en 1526, de Foix, de Saint-Savin et de Tarbes.
Il devient évêque de Séez (aujourd'hui Sées, dans l'Orne) en 1539 puis de Mende en 1545.
En 1545, à 19 ans, il est Conseiller du roi et Maître des requêtes. En 1555, à 29 ans, il devint Chancelier du roi de Navarre Antoine de Bourbon.
vers, 1552/1554, antoine de Bourbon, roi de Navarre, lui vent, la seigneurie, de, St Martin, en, Armagnac -Est, Aire sur Adour-.
Il œuvre en 1562 pour faire abjurer le fils d'Antoine, le jeune Henri, passé au protestantisme sous l'influence de sa mère la reine Jeanne de Navarre. 
Février 1563 : lettres de requête, avec le grand scel de Jeanne d'Albret, reine de Navarre.
1564, il est à Roussilon, dans le Vaucluse.
1566 à 40 ans, après 10 années au service de la Chancellerie des Bourbons Navarre, il va s'établir à Paris et à Juilly, nord de Paris, proche et bordant, les terres du château de Nantouillet, propriété de son père, le chancelier Antoine Du Prat, décédé en 1535.
Il meurt en 1567 à 41 ans et est inhumé au Collège de Juilly.

Il est l'un des personnages du premier conte de L'Heptaméron de Marguerite de Navarre (1559), et il est généralement identifié par la critique littéraire sous le pseudonyme de Dagoucin dans ce même recueil.

## Sources et références
1. ↑  Badier, Dictionnaire de la noblesse, contenant les généalogies, l'histoire & la chronologie des familles nobles de la France, l'explication de leurs armes, & l'état des grandes terres du royaume, 1776, p. 492
2. ↑  [voir glan. Larcher, vol. 13, p. 229, apparemment, déjà conseiller du roi et reine de Navarre, sous le terme d'abbé de Juilly, avec l'évêque de Lescar, 1537, pour vente de Juillac, en Pardiac. à mieux assembler... FD.-]
3. ↑  Pau, serie E. 1552/1554, Pau, page 65, témoins, jacques de Foix, chancelier de Foix, et, de Béarn, pierre Barthélémy, president, de la chambre criminelle à, Pau,... by Frederic Duprat
4. ↑  Dom Toussaints du Plessis, « Nicole Dangu, abbé de Juilly », dans Histoire de l'Eglise de Meaux, t. I, Paris, 1731 (lire en ligne), p. 596